# Rachel Griffiths
Rachel Anne Griffiths (* 18. prosince 1968 Melbourne, Austrálie) je australská herečka a filmová režisérka, známá pro své vynikající herecké výkony především v televizních seriálech, jež jí přinesly mnoho prestižních ocenění jako např. Zlatý glóbus, dvakrát SAG Award a třikrát Cenu Australské akademie divadelních a televizních umění.
Dětství strávila s rodiči v pobřežním městě Gold Coast, teprve v pěti letech se přestěhovali do Melbourne. Umělecké nadání zdědila po své matce Anně. Vystudovala drama a tanec na akademii Victoria College a svou hereckou kariéru započala v roce 1991 jako autorka a zároveň také interpretka hry Barbie Gets Hip, kterou představila coby členka divadelní společnosti Woolly Jumpers na festivalu umění Melbourne Fringe.
V roce 2002 se provdala za australského malíře, fotografa a divadelního herce Andrew Taylora, se kterým má tři děti – syna Benjamina Patricka (* 2002) a dcery Adelaide Rose (* 2005) a Clementine Grace (* 2009).

## Kariéra
V roce 1994 se poprvé viditelněji objevila se svou přítelkyní z umělecké akademie Toni Collette v romantické komedie Muriel se vdává; její role Rhondy Epinstallové v tomto filmu jí vynesla cenu Australských filmových kritiků a cenu Australské akademie AACTA. Podobný úspěch zažila v roce 1996, kdy si zahrála roli farmářovy dcery Arabelly v dramatickém filmu Neblahý Juda
V roce 1997 se odvážně projevila při slavnostním otevřením Kasina Crown v Melbourne, kdy se na protest proti mediálním a vládním názorům na toto kasino, inspirovaná postavou anglosaské šlechtičny Godivy, objevila na otevíracím ceremoniálu prakticky nahá bez šatů a nepozvaná. V tomtéž roce ztvárnila roli Samanty Newhouseové v oblíbené romantické komedii s Juliou Roberts a Cameron Diaz Svatba mého nejlepšího přítele a prostitutku v sociálněkritickém filmu My Son the Fanatic.
V roce 1998 se objevila v hlavní roli skutečné francouzské flétnistky Hilary du Pré spolu s herečkou Emily Watson v životopisném hudebním dramatu Hilary a Jackie. V roce 2001 si zahrála po boku Johny Deppa a Raye Liotty v dramatu Kokain a poté přijala nabídku účastnit se natáčení populárního amerického seriálu Odpočívej v pokoji jako jedna z hlavních postav - terapeutka Brenda Chenowithová. Tato role jí vynesla mj. prestižní ocenění Zlatý Globus a cenu SAG, stejně jako dvě nominace na cenu Emmy.
Další takovou příležitostí se pro Rachel Griffiths stal hvězdně obsazený veleúspěšný americký seriálu Bratři a sestry v roce 2006, kde si po boku např. Sally Fieldová, Calisty Flockhart nebo Rona Rifkina zahrála hlavní roli Sarah Walkerové, nejstarší z Walkerovic sourozenců. Jejím seriálovým manželem se pro první dvě série stal kanadský herec australského původu John Pyper-Ferguson, se kterým od té doby udržuje pravidelný kontakt, jejím bratrem pak Matthew Rhys, se kterým si již jednou v televizi zahrála, a to v roce 2001 v hudebním filmu Co s tou Annie Mary?. Za účast v tomto seriálu byla dvakrát nominována jak na cenu Emmy, tak na Zlatý globus. Zajímavé je, že když hrála v seriálu Odpočívej v pokoji, na krátkou dobu ve 4. sérii byl jejím přítelem také muzikant jménem Joe (hrál jej Justin Theroux). Ještě se v roce 2006 objevila v oblíbeném filmu z tanečního prostředí Let's Dance v roli ředitelky Gordanové. O dva roky později, v roce 2008 hrála v dalším úspěšném seriálu Comanche Moon, adaptaci stejnojmenného westernového románu Larryho McMurtryho, v roli Inez Scullové.
V roce 2011 se poprvé objevila na divadelní scéně, a to na Broadwayi ve hře Other Desert Cities spolu s Judith Light, kde byla kritikou velmi kladně přijata. Vrámci své umělecké kariéry se také projevila jako režisérka, a to ve dvou krátkometrážních úspěšných snímcích - Tulip z roku 1998 a Roundabout z roku 2002.

## Filmografie

### Filmy
| Rok  | Název                                        | Role                 | Poznámky |
| ---- | -------------------------------------------- | -------------------- | --- |
| 1994 | Muriel se vdává                              | Rhonda Epinstallová  | Cena Australské akademie divadelních a televizních umění za nejlepší ženský herecký výkon ve vedlejší roli Cena Australského kroužku filmových kritiků za nejlepší ženský herecký výkon ve vedlejší roli |
| 1996 | Noc bláznů                                   | Lucy                 | |
| 1996 | Mít a udržet si                              | Kate                 | |
| 1996 | Neblahý Juda                                 | Arabella             | |
| 1996 | Děti revoluce                                | Anna                 | |
| 1997 | Vítejte ve Woop Woop                         | Sylvia               | |
| 1997 | My Son the Fanatic                           | Bettina / Sandra     | Nominace - Cena britského nezávislého filmu za nejlepší ženský herecký výkon |
| 1997 | Svatba mého nejlepšího přítele               | Samantha Newhouseová | |
| 1998 | Among Giants                                 | Gerry                | |
| 1998 | Amy                                          | Tanya Rammusová      | Nominace - Cena Australské akademie divadelních a televizních umění za nejlepší ženský herecký výkon v hlavní roli |
| 1998 | Hilary a Jackie                              | Hilary du Pré        | Nominace - Oscar za nejlepší ženský herecký výkon ve vedlejší roli Nominace - Cena britského nezávislého filmu za nejlepší ženský herecký výkon Nominace - Cena Chicagské asociace filmových kritiků za nejlepší ženský herecký výkon ve vedlejší roli Nominace - Screen Actors Guild Award za význačný ženský herecký výkon ve vedlejší roli |
| 1998 | Divoch Jack                                  | Lee Cooper           | |
| 1998 | Tulip                                        | Autorka a režísérka  | Cena "Watch IT!" Festivalu Aspen Shortfest Cena OCIC Mezinárodního filmového festivalu v Melbourne Cena Best Of the Festival Mezinárodního festivalu ShortFest v Palm Springs |
| 1999 | Já, jenom já                                 | Pamely Druryová      | Nominace - Cena Australské akademie divadelních a televizních umění za nejlepší ženský herecký výkon v hlavní roli Nominace - Cena Australského kroužku filmových kritiků za nejlepší ženský herecký výkon |
| 2001 | Co s tou Annie Mary?                         | Annie Mary Pughová   | |
| 2001 | Dohola?                                      | Sandra               | |
| 2001 | Kokain                                       | Ermine Jungová       | |
| 2002 | Showboy                                      | Samu sebe            | |
| 2002 | Hráč                                         | Lorri Morrisová      | Cena Character and Morality in Entertainment Award (společná pro celé obsazení) |
| 2002 | Dokonalá loupež                              | Carol                | Nominace - Cena Australské akademie divadelních a televizních umění za nejlepší ženský herecký výkon v hlavní roli |
| 2002 | Dobrodružství Toma Palečka a Malenky         | Albertina (hlas)     | |
| 2003 | Ned Kelly                                    | Susan Scottová       | |
| 2006 | Let's Dance                                  | Ředitelka Gordanová  | |
| 2009 | Překrásná Kate                               | Sally                | Cena Australské akademie divadelních a televizních umění za nejlepší ženský herecký výkon ve vedlejší roli |
| 2011 | Hořící muž                                   | Miriam               | |
| 2012 | Underground                                  | Christine Assangeová | |
| 2013 | Patrick                                      | Matron Cassidyová    | |
| 2013 | Zachraňte pana Bankse                        | teta Ellie           | |
| 2016 | The Osiris Child: Science Fiction Volume One | generál Lynex        | |
| 2016 | Mammal                                       | Margaret             | |
| 2016 | Hacksaw Ridge: Zrození hrdiny                | Bertha Doss          | |
| 2017 | The King's Daughter                          | Abbess               | |
| 2017 | Don't Tell                                   | Joy Conolly          | |

### Televize
| Rok       | Název                         | Role                    | Poznámky |
| --------- | ----------------------------- | ----------------------- | --- |
| 1993–1994 | Secrets                       | Sarah Fosterová         | 13 dílů |
| 1994      | Jimeoin                       | více charakterů         | 8 dílů |
| 1995      | Záchranáři                    | Shelley                 | díl: „Breaking Strain“ |
| 1998      | "Sladká" pomsta               | Sally Zalinská          | TV film |
| 2001–2005 | Odpočívej v pokoji            | Brenda Chenowithová     | 60 dílů Cena Australské akademie divadelních a televizních umění za nejlepší ženský herecký výkon v hlavní roli Zlatý glóbus za nejlepší ženský herecký výkon ve vedlejší roli v seriálu, minisérii nebo TV filmu Cena SAG za význačný výkon v obsazení dramatického seriálu |
| 2003      | After the Deluge              | Annie                   | TV film |
| 2004      | Píseň prérie                  | Maggie Jonasová         | TV film |
| 2004      | Kath & Kim                    | Samu sebe               | díl: „The Mango Espadrille“ |
| 2005      | Angel                         | Nicole                  | TV film |
| 2006–2011 | Bratři a sestry               | Sarah Walkerová         | 110 dílů Nominace - Zlatý glóbus za nejlepší ženský herecký výkon ve vedlejší roli v seriálu, minisérii nebo TV filmu Nominace - Cena Emmy za nejlepší ženský herecký výkon v hlavní roli v dramatickém seriálu Nominace - Cena Sattelite za nejlepší ženský herecký výkon ve vedlejší roli v dramatickém seriálu Nominace - Cena Australské akademie divadelních a televizních umění za nejlepší ženský herecký výkon |
| 2008      | Comanche Moon                 | Inez Scullová           | 3 díly |
| 2010      | Rake                          | Eddie Langhornová       | díl: „R vs. Langhorn“ |
| 2013      | Válka magazínů                | Dulcia Bolingová        | TV film, 2 díly |
| 2013      | Camp                          | MacKenzie Greenfieldová | 10 dílů |
| 2014      | Q&A                           | Samu sebe               | |
| 2014      | House Husbans                 | Belle                   | vedlejší role |
| 2016      | Bouřlivé léto v Britské Indii | Sirene                  | také režisérka (díl 2.4) |
| 2016      | Barracuda                     | Samantha Taylor         | 4 díly |
| 2017      | When We Rise                  | Diane                   | mini-seriál |